# بریجیت کارپنتر
بریجیت کارپنتر (انگلیسی: Bridget Carpenter) فیلم‌نامه‌نویس و نمایشنامه‌نویس اهل ایالات متحده آمریکا است.
او در سال ۱۹۹۵ از دانشگاه براون فوق‌لیسانس هنر گرفت.
از فیلم‌ها یا مجموعه‌های تلویزیونی که وی در آن‌ها نقش داشته است، می‌توان به ۱۱٫۲۲٫۶۳ و جاده سرخ اشاره نمود.
وی همچنین نامزد دریافت جایزه انجمن نویسندگان آمریکا و برندهٔ کمک‌هزینه گوگنهایم شده‌است.